# Julián Leal
Ómar Julián Leal Covelli, född den 11 maj 1990 i Bucaramanga, är en colombiansk racerförare, som även har tävlat med italiensk racinglicens. Leal startade sin formelbilkarriär 2006 och tävlade fram till och med 2008 i de mindre kategorierna, innan han år 2009 tävlade i Formula Renault 3.5 Series, vilket han fortsatte med 2010. Sedan gick han över till GP2 Series, där han tävlade med Rapax 2011, Trident 2012 och Racing Engineering 2013, innan han inför 2014 gick över till Carlin, där han fortsatte under 2015.

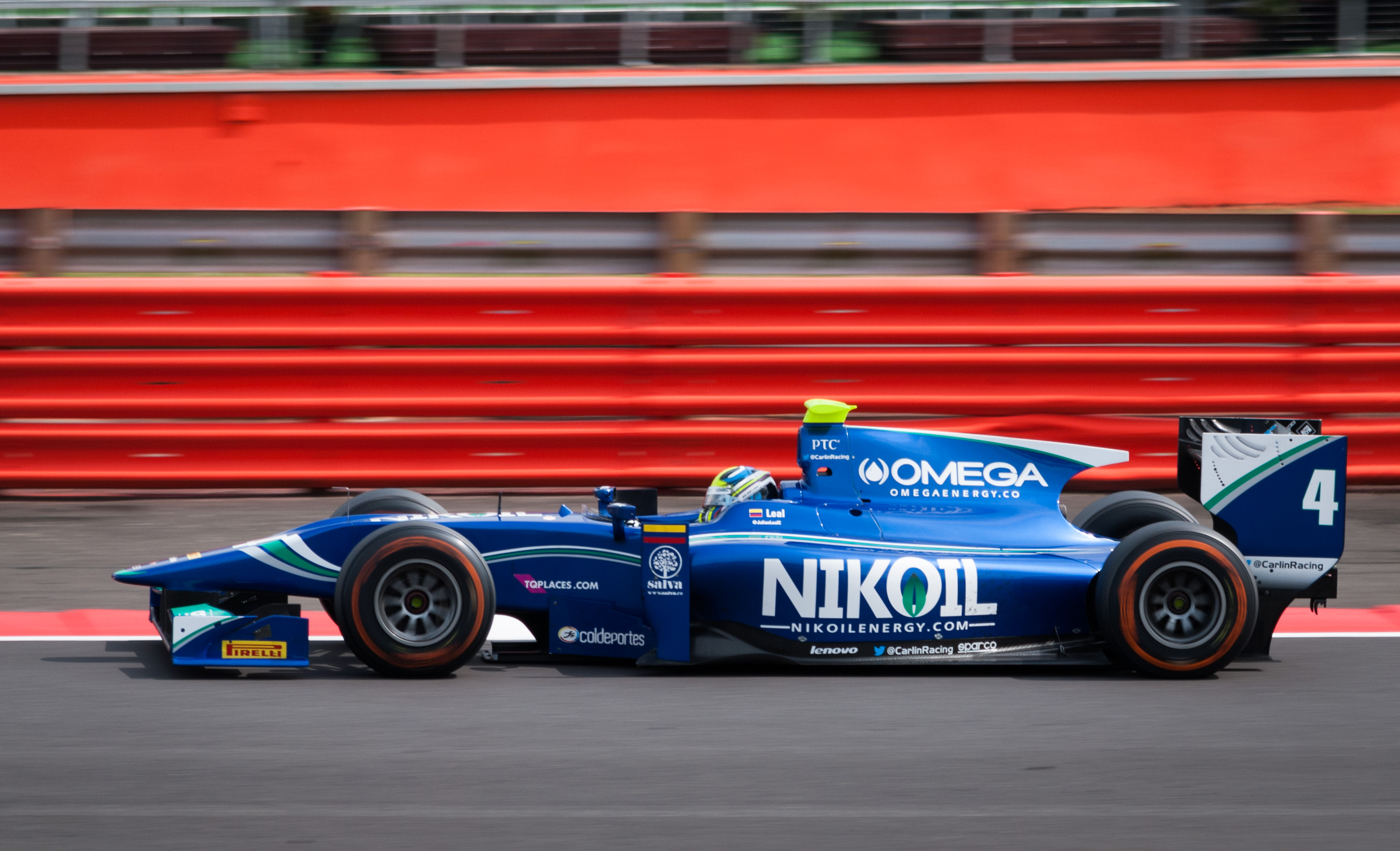
Julián Leal på Silverstone Circuit.